# 马泰奥·加比亚
马泰奥·加比亚（Matteo Gabbia，1999年10月21日—）是一名意大利职业足球运动员，司职后卫，现效力于意甲球会AC米兰。

## 俱乐部生涯

### AC米兰
2012年，12岁的加比亚加盟米兰青训营。在 2017 年 5 月 7 日米兰主场对阵罗马的意甲比赛之前，他第一次受到主教练蒙特拉的征召。然而，他仍然是一个没获得出场机会的替补。 2017 年 8 月 24 日，他在欧联杯预选赛对阵斯肯迪亚的比赛中首次代表俱乐部出场，他在第 73 分钟替补洛卡特利出场。 

#### 租借至卢卡
2018 年 8 月 31 日，加比亚被租借至意丙球队卢卡。  9月16日，他在主场0-1不敌阿雷素的比赛中完成了他意丙联赛首秀，他打满了整场比赛。 十一天后，也就是 9 月 27 日，他在卢卡主场 2-2 战平卡拉雷塞的比赛第 47 分钟为打进了他的第一个职业进球。 加在租借至卢卡的一年里，加比亚总共出场30次，并且均是首发出场。他仅有两次被换下，并且有一粒进球入账。 

#### 重返米兰
加比亚在 2019-20 赛季留在米兰，给罗马尼奥利、穆萨基奥和克亚尔打替补。 2020 年 1 月 15 日，他在意大利杯米兰3-0 战胜斯帕尔的比赛中出场，在第 82 分钟替补西蒙·克亚尔出场。  2020 年 2 月 17 日，他在米兰主场 1-0 战胜都灵的比赛中上演联赛首秀，他在第44分钟替补克亚尔出场。 

## 国家队
他代表意大利参加了2016 年欧洲 17 岁以下欧洲锦标赛，但他们没有从小组赛阶段出线。
他在2018 年欧洲 19 岁以下欧洲锦标赛上代表意大利 U19参加了两场小组赛，意大利获得亚军。随后他随意大利 U20参加了2019 年国际足联 U-20 世界杯。
2019年，他在意大利U21国家队4-0大胜摩尔多瓦U21国家队的比赛中上演了自己在U21国家队的首秀。

## 比赛风格
加比亚被描述为一名全面的球员。在他的青年生涯开始时，他是一名防守型中场球员，后来在三人或四人防守线中转为更深层的角色，例如中后卫。除了控球能力外，加比亚还保留了组织能力，并在机会出现时倾向于加入进攻。 

## 职业统计

### 俱乐部
最後更新：match played 10 April 2021
| 俱乐部       | 赛季       | 联赛       | 联赛 | 联赛 | 杯赛 | 杯赛 | 洲际比赛 | 洲际比赛 | 其他 | 其他 | 总计 | 总计 |
| 俱乐部       | 赛季       | 联赛       | 出场 | 进球 | 出场 | 进球 | 出场     | 进球     | 出场 | 进球 | 出场 | 进球 |
| ------------ | ---------- | ---------- | ---- | ---- | ---- | ---- | -------- | -------- | ---- | ---- | ---- | ---- |
| AC米兰       | 2017–18    | 意甲       | 0    | 0    | 0    | 0    | 1        | 0        | —    | —    | 1    | 0    |
| AC米兰       | 2019–20    | 意甲       | 9    | 0    | 1    | 0    | —        | —        | —    | —    | 10   | 0    |
| AC米兰       | 2020–21    | 意甲       | 8    | 0    | 0    | 0    | 5        | 0        | —    | —    | 13   | 0    |
| AC米兰       | 全部的     | 全部的     | 17   | 0    | 1    | 0    | 6        | 0        | —    | —    | 24   | 0    |
| 卢卡（外借） | 2018–19    | 意丙       | 29   | 1    | 0    | 0    | —        | —        | 1    | 0    | 30   | 1    |
| 职业生涯总   | 职业生涯总 | 职业生涯总 | 46   | 1    | 1    | 0    | 6        | 0        | 1    | 0    | 54   | 1    |

## 荣誉
意大利U19
- 欧洲 19 岁以下锦标赛亚军： 2018 [10]

意大利U20
- FIFA U-20世界杯第四名： 2019年[11]